# Eusceptis extensa
Eusceptis extensa là một loài bướm đêm trong họ Noctuidae.